# 今井夏帆
今井夏帆（日语：今井夏帆，2000年8月2日—），日本AV女優。所屬事務所是アローズ。

## 個人簡歷
出身於宮崎縣日南市。
興趣是衝浪、BBQ和打籃球。
2019年1月以SOD的內部企劃「青春時代」的專屬女優身分出道。
2019年4月脫離專屬女優，成為企劃單體女優。
2020年8月在月刊FANZA上發表的2020年上半年AV女優排行榜中獲得第11名。
2021年發行 FOCS-012 水着でヤろうよ！！ノリと性欲でイキてる巨乳ビッチ プールホテルにアゲアゲ↑↑ハメ外してハメるノリノリSEX！,喜好戶外運動的今井夏帆在本作品一反常態，打破過去皮膚黝黑的形象，為今井個人作品史上，最白淨雪嫩的膚色全記錄作品！

## 外部連結
- 今井夏帆的X（前Twitter）（2019年5月23日 - ）
- 今井夏帆的Instagram帳戶